# Macromedaeus quinquedentatus
Macromedaeus quinquedentatus är en kräftdjursart som först beskrevs av Krauss 1843.  Macromedaeus quinquedentatus ingår i släktet Macromedaeus och familjen Xanthidae. Inga underarter finns listade i Catalogue of Life.